# Postcodereeksen
Hieronder een overzicht van postcodereeksen van diverse landen. Formaat: (C=cijfer, L=letter)
- Algerije: CCCCC, eerste twee cijfers staan voor het nummer van de provincie.
  - Postcodes in Algerije
- Armenië: CCCC
- Argentinië: CCCC
- Australië: CCCC. Over het algemeen wordt met het eerste cijfer de staat aangeduid. (2 = New South Wales & Australisch Hoofdstedelijk Territorium, 3 = Victoria, 4 = Queensland, 5 = Zuid-Australië, 6 = West-Australië, 7 = Tasmanië, 0 = Noordelijk Territorium.)
  - Postcodes in Australië
- België: CCCC
  - Postnummers in België
- Bosnië-Herzegovina: CCCCC, waarbij het eerste cijfer altijd een 7 of een 8 is.
- Brazilië: CCCCC-CCC
- Cambodja: CCCCC
- Canada: LCL CLC, de eerste letter is voor een regio. (Newfoundland en Labrador=A, Nova Scotia=B, Prince Edward Island=C, New Brunswick=E, Québec=G, Montréal=H, Québec=J, Eastern Ontario=K, Southern Ontario=L, Toronto=M, Western Ontario=N, Northern Ontario=P, Manitoba=R, Saskatchewan=S, Alberta=T, Brits-Columbia=V, Northwest Territories & Nunavut=X, Yukon=Y)
  - Postcodes in Canada
- Chili: CCCCCCC
- China: CCCCCC
- Denemarken: CCCC
  - Postcodes in Denemarken
- Duitsland: CCCCC sinds juli 1993. Voor die datum werden vier cijfers gebruikt.
  - Postcodes in Duitsland
- Estland: CCCCC
- Finland: CCCCC
- Filipijnen: CCCC
- Frankrijk: CCCCC, de eerste twee cijfers staan voor het nummer van het departement
  - Postcodes in Frankrijk
- Griekenland: CCC CC
- Hongarije: CCCC
- IJsland: CCC
- Italië: CCCCC, eerste cijfer staat voor een of meer Regio's van Italië
  - Postcodes in Italië
- Japan: CCC-CCCC
- Kroatië: CCCCC
- Luxemburg: CCCC
- Mexico: CCCCC
- Nederland: CCCC LL
  - Postcodes in Nederland
- Noorwegen: CCCC
  - Postcodes in Noorwegen
- Oostenrijk: CCCC (het eerste cijfer geeft een van de negen deelstaten aan, het laatste het dichtstbijzijnde postkantoor)
  - Postcodes in Oostenrijk
- Paraguay: CCCCCC (voornamelijk CCCC)
- Polen: CC-CCC
  - Postcodes in Polen
- Servië: CCCCC, waarbij het eerste cijfer 1 is voor centraal-Servië, 2 voor Vojvodina
- Kosovo: 3CCCC
- Slovenië: CCCC
- Slowakije: CCC CC
- Spanje: CCCCC, de eerste twee cijfers geven de provincie aan op alfabetische volgorde
  - Postcodes in Spanje
- Thailand: CCCCC
- Tsjechië: CCC CC
  - Postcodes in Tsjechië
- Verenigd Koninkrijk: LC CLL, LLC CLL, LCC CLL, of LLCC CLL, maar andere varianten komen ook voor. De eerste letter(s) geven doorgaans de stad, de regio of het stadsdeel van Londen aan.
  - Postcodes in het Verenigd Koninkrijk
- Verenigde Staten: bekend als ZIP code: CCCCC-CCCC (voor privépost worden meestal alleen de eerste vijf cijfers gebruikt). De eerste drie cijfers vertegenwoordigen een postzone (bijvoorbeeld, 100CC, 101CC en 102CC vertegenwoordigen Manhattan in de stad New York in de staat New York). De volgende twee cijfers staan voor het postkantoor. De laatste vier cijfers vertegenwoordigen het bezorgpunt. 
  - Postcodes in de Verenigde Staten
- Zuid-Afrika: CCCC
  - Postcodes in Zuid-Afrika
- Zweden: CCC CC
  - Postcodes in Zweden
- Zwitserland: CCCC
  - Postcodes in Zwitserland

Bij het internationaal adresseren is het in de meeste Midden-Europese landen gebruikelijk de postcode vooraf te laten gaan door de landcode en een liggend streepje. De landcodes die worden gebruikt zijn de landcodes voor voertuigen. Een Zwitserse postcode wordt dan geschreven als CH-3000 voor bijvoorbeeld Bern, een Oostenrijkse postcode wordt dan bijvoorbeeld A-1010 voor Wenen. De naam van het land wordt dan veelal achterwege gelaten.

### Notaties
- Adresseren buitenlandse zendingen. PostNL. Gearchiveerd op 11 januari 2018. Geraadpleegd op 11 January 2018.
- Postal addressing systems in member countries. Universal Postal Union. Geraadpleegd op 11 January 2018.